# And the Band Played On
And the Band Played On (prt: E a Banda Continua a Tocar) é um filme para a televisão de drama americano lançado em 1993 dirigido por Roger Spottiswoode. O roteiro de Arnold Schulman é baseado no livro de 1987 de não-ficção mais vendido And the Band Played On: Politics, People, and the AIDS Epidemic de Randy Shilts.  O filme estreou no Festival Internacional de Cinema de Montreal antes de ser transmitido na HBO em 11 de setembro de 1993. Mais tarde, foi lançado no Reino Unido, Canadá, Espanha, Alemanha, Argentina, Áustria, Itália, Suécia, Países Baixos, França, Dinamarca, Nova Zelândia e Austrália.

## Sinopse
Dirigido por Roger Spottiswoode, o filme retrata os primeiros anos da AIDS nos Estados Unidos, desde o início das mortes de homossexuais em São Francisco, de uma doença desconhecida, até a identificação do vírus HIV.

## Elenco principal
- Matthew Modine ..... Dr. Don Francis
- Alan Alda ..... Dr. Robert Gallo
- Ian McKellen ..... Bill Kraus
- Glenne Headly ..... Dr. Mary Guinan
- Richard Masur ..... Dr. William Darrow
- Saul Rubinek ..... Dr. Jim Curran
- Lily Tomlin ..... Dr. Selma Dritz
- Jeffrey Nordling ..... Gaëtan Dugas
- Donal Logue ..... Bobbi Campbell
- B.D. Wong ..... Kico Govantes
- Patrick Bauchau ..... Dr. Luc Montagnier
- Nathalie Baye ..... Dr. Françoise Barre
- Phil Collins ..... Eddie Papasano
- Steve Martin ..... Irmão de paciente com AIDS
- Richard Gere ..... Coreógrafo
- David Marshall Grant ..... Dennis Seeley
- Ronald Guttman ..... Dr. Jean-Claude Chermann
- Anjelica Huston ..... Dr. Betsy Reisz
- Ken Jenkins ..... Dr. Dennis Donohue
- Richard Jenkins ..... Dr. Marcus Conant
- Tchéky Karyo ..... Dr. Willy Rozenbaum
- Peter McRobbie ..... Dr. Max Essex
- Charles Martin Smith ..... Dr. Harold Jaffe
- Christian Clemenson ..... Dr. Dale Lawrence
- David Clennon ..... Mr. Johnstone
- Swoosie Kurtz ..... Mrs. Johnstone
- Lawrence Monoson ..... Chip
- René LeVant ..... Executivo do Banco de Sangue

## Final do filme
O filme termina com imagens de uma vigília com velas e marcha em São Francisco, seguido de uma montagem de imagens de pessoas com HIV ou envolvidos com educação e pesquisa do HIV, acompanhado pela canção de Elton John "The Last Song". A montagem inclui: